# Ямпільське хлібоприймальне підприємство
Ямпільське хлібоприймальне підприємство — підприємство харчової промисловості у місті Ямпіль Ямпільського району Вінницької області України.

## Історія
У березні 1923 року Ямпіль став районним центром, а 1924 року отримав статус селища міського типу, що активізувало розвиток населеного пункту. Тут було збудовано електростанцію, створено млиновий комбінат та районний хлібоприймальний пункт «Заготзерно».
Після початку Німецько-радянської війни почалася евакуація населення, техніки, запасів хліба і худоби в тил країни, але вже 17 липня 1941 року Ямпіль був окупований німецько-румунськими військами і включений до складу Трансністрії.
У грудні 1941 року тут з'явилася радянська підпільна організація, яку з березня 1942 року очолював комуніст Ф. Г. Тонкопій. Підпільники вели агітацію серед місцевого населення, знищували окупантів, зривали виконання розпоряджень окупаційної адміністрації (зокрема вони роздали населенню понад 12 тонн хліба, підготовленого до відправки до Третього рейху). Із наближенням лінії фронту вони вивели з ладу лінії телефонного зв'язку та спільно з партизанами відбили підготовлені до вивезення 15 тис. тонн зерна, худобу та коней.
17 березня 1944 року Ямпіль був визволений радянськими військами. Під час відступу гітлерівці пограбували і повністю зруйнували маслоробний та плодоконсервний заводи, артілі, МТС, Будинок культури, кінотеатр, дві школи та частину житлових будинків, проте збережені запаси зерна забезпечили можливість провести в березні 1944 року весняну посівну кампанію.
Після отримання тракторів, у 1947 були засіяні всі довоєнні посівні площі району, надалі вони були збільшені.
Загалом, за радянських часів хлібоприймальне підприємство входило до найбільших підприємств райцентру та району, воно діяло у виробничій кооперації з іншими підприємствами харчової промисловості (побудованим у Ямполі в 1961 році хлібозаводом, побудованим тут відповідно до восьмого п'ятирічного плану комбікормового заводу тощо).
Після проголошення незалежності України підприємство перейшло у відання Міністерства сільського господарства та продовольства України.
У березні 1995 року Верховна Рада України внесла ХПП до переліку підприємств, приватизація яких заборонена у зв'язку з їх загальнодержавним значенням.
Після створення в серпні 1996 року державної акціонерної компанії «Хліб України» підприємство перейшло у відання ДАК «Хліб України».
У листопаді 1997 року Кабінет Міністрів України ухвалив рішення про приватизацію ХПП до кінця 1997 року. Надалі, державне підприємство було перетворено на відкрите акціонерне товариство.

## Діяльність
Підприємство здійснює прийом, сушіння, зберігання та відвантаження зерна.